# Gloria Cecilia Gómez
Gloria Cecilia Gómez es una periodista, actriz y locutora caleña la cual ha trabajado con diversos medios de comunicación, tales como Radio Eco, el cual fue su primer trabajo en radio, aunque antes ya había trabajado para Bavaria y en Almacenes Ley. Posteriormente trabajó para Radio Todelar junto a Chucho Roldán y en Colgate Palmolive. Además trabajó para la básica de RCN, en Bogotá y también hizo doblaje para Discovery Channel y National Geographic.  

## Biografía
Gloria Cecilia Gómez nació en Cali, hija de padre músico, pero tras su abandono, vivió con su madre y hermanos, por lo que tuvo que comenzar a trabajar desde muy joven, imposibilitándola de finalizar el bachillerato, inicialmente trabajaba como vendedora en Almacenes ley en Cali, incluso antes de dedicarse a la radio ya hacía publicidad en Bavaria, promoviendo la marca de cerveza “Costeñita”. Desde joven ha sido amante de la lectura, cosa que también le abriría puestas en su profesión.
En Mayo de 1988 fue secuestrada por el ELN, mientras salía de una peluquería en Bogotá
En 1999 se casó con el también periodista Eduardo Márquez González.

## Trayectoria
Sus primeros acercamientos al mundo de la radio fueron igualmente en Almacenes Ley, Gómez participó en una convocatoria para reemplazar a la anterior animadora del almacén y terminó ganando, iniciando así su carrera en el mundo de la radio.
Su primer trabajo oficial fue en Radio Eco ya que tras varios eventos en los que animaba comenzó a recibir llamadas hasta que acompañada de un amigo de su vecindario fue a la cita agendada y quedó contratada. Una de las personas que más le enseñó fue el técnico y locutor Luis Carlos Escobar. 
Estando en Radio Eco protagonizó la radionovela La Virgen Encadenada junto a Jaime Olaya Terán. 
Tras un tiempo trabajando en Radio Eco y bajo el consejo de Bernardo Tobón de la Roche se fue a Radio Todelar con la intención de seguir aprendiendo, estando en Todelar presentaba el programa Habla Cali junto a Chucho Roldán. 
De Todelar se retiró debido a que fue invitada a Colgate Palmolive a grabar un comercial y grabar el mismo se le abrieron las puertas para trabajar en esta compañía.  
Inició en la lectura de noticias en la década de los 80’s en la básica de RCN en Bogotá, el director del noticiero en ese momento era Jorge Enrique Pulido,  llegó a RCN como el reemplazo de la presentadora Judith Sarmiento y tras su retiro de la cadena estuvo un breve periodo de tiempo en Colmundo. .También presentó en el Noticiero AMPM, denunciando la Masacre de el Aro alrededor de 1997.
Inició en televisión trabajando con Rosalba Atehortua en el programa Mundo Curioso
Entre otros de sus trabajos han estado:  
En Radio Visión los programas Los Bachilleres de Coltejer, Cámbiese a Delmaiz, El Costurero Coltejer y La Hora Nacional de dirvientas junto a Bernardo Hoyos. Cuando Radio Visión pasa a formar parte de Caracol y acompañada de Carlos Orlando Niño hacían el programa internacional del convenio Andrés Bello, con el que ganaron un reconocimiento en México
También trabajó en CityTv con su propio programa Días de Gloria. Además de esta producción, también fue presentadora en el programa Mujeres en línea. 
También trabajó en National Geographic y Discovery Channel grabando doblajes desde Estudio de Doblaje Centauro Comunicaciones. 
Trabajó como animadora e investigadora junto a varios otros periodistas de la época en FESCOL,
En 2012 junto a Jineth Bedoya, realizaron un debate acerca de las acusaciones de agresión sexual hacia Rafael Santamaría.

## Premios y reconocimientos
El 21 de noviembre de 1986 la Pontificia Universidad Javeriana le otorgó a ella y a otros periodistas un homenaje por su labor profesional. Gloria Cecilia se graduó de esta universidad en 1985 e hizo sus prácticas en RTI televisión en el programa El juicio, lastimosamente, gran parte del material de esta televisora se encuentra perdido
Ganó el premio india Catalina a mejor presentadora en 1988 
Ganó el premio voz comercial en radio y televisión de la ACL en 1995.